# Karl Röderer
Karl Cunrad Röderer (12 juli 1868 - Sankt Gallen, 28 augustus 1928) was een Zwitsers olympisch schutter.
Karl Röderer nam als schutter succesvol deel aan de Olympische Spelen van 1900. Op het onderdeel militair pistool won hij goud  en op het team militair pistool wist hij goud te winnen.
1896: Sumner Paine ·
1900: Karl Röderer ·
1908: Paul Van Asbroeck ·
1912: Alfred Lane ·
1920: Karl Frederick ·
1936: Torsten Ullman ·
1948: Edwin Vásquez ·
1952: Huelet Benner ·
1956: Pentti Linnosvuo ·
1960: Aleksej Goesjtsjin ·
1964: Väinö Markkanen ·
1968: Grigori Kosysj ·
1972: Ragnar Skanåker ·
1976: Uwe Potteck ·
1980: Aleksandr Melentjev ·
1984: Xu Haifeng ·
1988: Sorin Babii ·
1992: Kanstantsin Loekasjyk ·
1996: Boris Kokorev ·
2000: Tanjoe Kirjakov ·
2004: Michail Nestroejev ·
2008: Jin Jong-oh ·
2012: Jin Jong-oh ·
2016: Jin Jong-oh